# Antoine de La Méthérie-Sorbier
Antoine de La Métherie-Sorbier est un avocat et homme politique français, né le 11 mai 1751 à La Chapelle-sous-Dun (Saône-et-Loire) et décédé au même lieu le 7 novembre 1804. Il est député du Tiers-état du bailliage de Mâcon, aux États généraux de 1789.

## Biographie
Fils de François de La Métherie, médecin à La Chapelle-sous-Dun, Antoine de La Métherie, avocat à La Clayette, est un des frères de l'encyclopédiste Jean-Claude Delamétherie. Il est le premier élu des députés du tiers état, pour le bailliage de Mâcon le 17 mars 1789. Réputé modéré il bénéficie de la concurrence entre les deux autres candidats, Marie-André Merle, maire de la ville de Mâcon (élu le lendemain) et Pollet, procureur-syndic des États du Mâconnais. À l'assemblée Constituante il n'intervient jamais et ne siège dans aucun comité. D'abord jacobin, il passe aux Feuillants en 1791.
Après son mandat, il est membre de l'administration départementale de Saône-et-Loire, en 1792, emprisonné avec ses deux frères (l'un est président du tribunal de Marcigny, alors chef-lieu de district) à la fin de l'année 1793. Il est de nouveau député, au Corps législatif, de 1800 à 1804. Il meurt à La Chapelle-sous-Dun le 16 brumaire an 13.